# Epsilon Muscae
Epsilon Muscae (ε Mus, ε Muscae) é uma estrela na constelação de Musca. Com uma magnitude aparente de 4,11, pode ser vista a olho nu em locais sem muita poluição luminosa. Medições de paralaxe indicam que está localizada a aproximadamente 301 anos-luz (92 parsecs) da Terra. Essa distância é parecida à distância às estrelas Alpha, Beta e Gamma Muscae, pertencentes à associação OB Scorpius-Centaurus, mas Epsilon Muscae não está relacionada a essa associação uma vez que se move a uma velocidade muito maior.
Epsilon Muscae é uma gigante vermelha com uma classificação estelar de M5 III e temperatura efetiva de 3 400 K. É uma estrela muito grande e brilhante, com raio equivalente a 130 vezes o raio solar (0,6 UA) e luminosidade de aproximadamente 2 000 vezes a solar. É também uma estrela variável semirregular, variando a magnitude entre 4,0 e 4,3 ao longo de um período de 40 a 45 dias.